# チャールス・リチャードソン

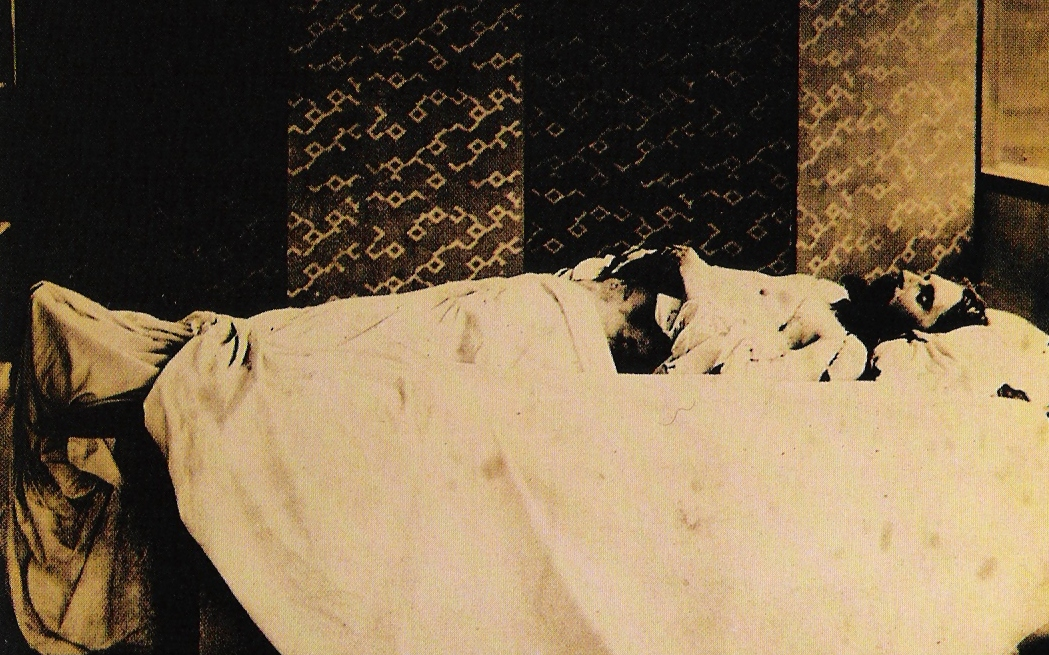
生麦事件で殺害されたリチャードソンの遺体（1862年）

チャールズ・レノックス・リチャードソン（英語: Charles Lenox Richardson, 1833年4月16日 - 1862年9月14日）は、19世紀後半に上海で活動したイギリス商人。生麦事件で殺害された。

## 生涯

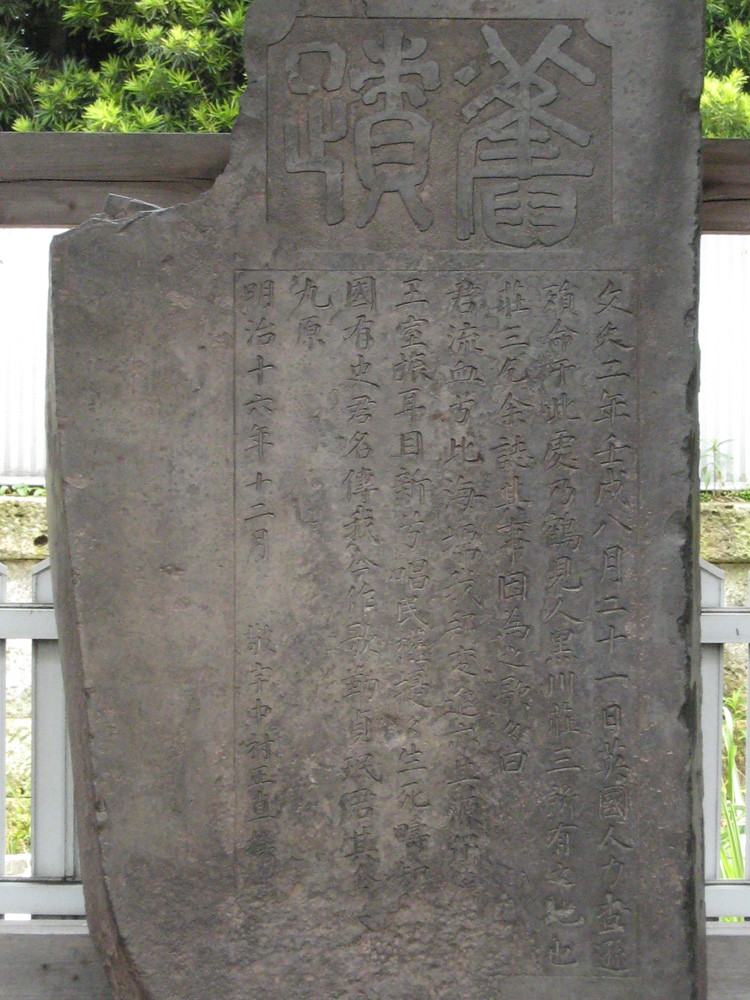
リチャードソン落馬地点付近に建てられた生麦事件之碑（中村正直による碑文）

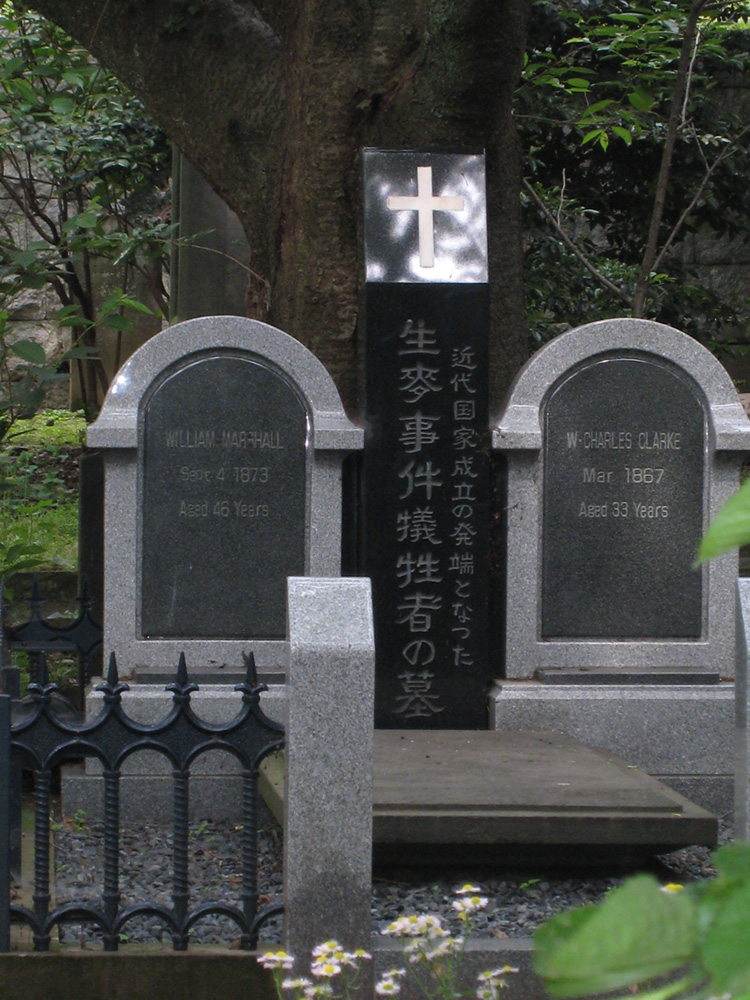
横浜外国人墓地にあるリチャードソンの墓（中央）。両脇はそれぞれマーシャルとクラークの墓。

ロンドン出身。父はチャールズ・リチャードソン、母はルイザ・アン・レノックス。姉が2人、妹が1人いる。1853年にサザンプレス港から上海へ渡海し、そこで商社を設立して商業に従事していた。
1862年、仕事を引き払ってイギリスへ帰郷する際に、観光のために日本へ入国する。上海で交友のあった横浜商人ウッドソープ・クラークと再会し、クラークやウィリアム・マーシャルの案内で、マーガレット・ボラディル夫人を加えた4人で川崎大師へ向かうことになる。その途中、生麦村で島津久光の行列と遭遇するが、騎乗のまま行列に乗り入れ、激昂した薩摩藩士奈良原喜左衛門に無礼打ちにされる。リチャードソンは重傷を負ったため遁走を図るが、程なく落馬し、追いかけてきた久木村治休・海江田信義に止めをさされた（生麦事件）。
イギリス本国はリチャードソン殺害事件に際して、代理公使ジョン・ニールを通じて薩摩藩と江戸幕府に賠償金10万ポンド、犯人の引渡しと陳謝を要求するが、薩摩藩は拒否し、薩英戦争を引き起こすことになる。

## 人物
リチャードソンの性格については、親孝行で物静かであったとする話がある一方、当時の清国北京駐在イギリス公使のフレデリック・ブルース（エルギン伯爵ジェイムズ・ブルースの弟）は、リチャードソンに対して冷ややかな見解を持っており、本国の外務大臣ラッセル伯爵への半公信（半ば公の通信）の中で次のように書いている。
また、オランダ人医師のヨハネス・ポンぺ・ファン・メーデルフォールトは、帰国途中のハーグで偶然、リチャードソンの叔父という人に会い、説明した際の反応を以下のように記している。